# Sivatagi sün
A sivatagi sün (Paraechinus aethiopicus) az emlősök (Mammalia) osztályának Eulipotyphla rendjébe, ezen belül a sünfélék (Erinaceidae) családjába és a tüskés sünök (Erinaceinae) alcsaládjába tartozó faj.

## Előfordulása
Afrikában a Szaharától északra és délre húzódó egy-egy sávban él; szórványosan az Arab-félszigeten is előfordul. A sivatagi sün nagyon elterjedt faj.

## Alfajai
- Paraechinus aethiopicus aethiopicus (Ehrenberg, 1832)
- Paraechinus aethiopicus albatus Thomas, 1922
- Paraechinus aethiopicus deserti (Loche, 1858)
- Paraechinus aethiopicus ludlowi Thomas, 1919
- Paraechinus aethiopicus pectoralis (Heuglin, 1861)

## Megjelenése
Az állat fej-törzs-hossza 14−23 centiméter, farokhossza 1−4 centiméter és testtömege 400−700 gramm. Barnásfekete hasát fehér foltok díszítik. Farka és pofája sötétbarna. Fehér szőrű homlokán sötét középvonal húzódik. A tüskék a 3 centiméteres hosszúságot is elérhetik; színük egérszürke, hegyük fehér. Az állatot a feje tetejétől a farka tövéig több ezer tüske borítja, még az oldalára is jut belőlük. Az európai sünhöz (Erinaceus europaeus) hasonlóan a sivatagi sün is összegömbölyödik és felborzolja a tüskéit, hogy ellenségeit távol tartsa. Hosszú, éles karmai kiválóan alkalmasak a laza talajban való ásásra. Tüskés hátát azonban nem tudja megvakarni, így gyakran kis élősködők százai nyüzsögnek rajta.

## Életmódja
A sivatagi sün magányos és éjszaka aktív lény. Tápláléka nagyon változatos: kisebb emlősök, dögök, néha kígyók is, de elsősorban rovarokból áll. Az állat legfeljebb 10 évig él.

## Szaporodása
Az ivarérettséget 9−11 hónapos korban éri el. A párzási időszak júliustól szeptemberig tart. A vemhesség 5−6 hétig tart, ennek végén 2−6 utód jön a világra. Az újszülött sünök 12−25 gramm tömegűek és vakok. Az utódok szeme és füle születésük után 2−3 héttel nyílik ki. Az elválasztás körülbelül 40 napos korukban jön el.